# Ховгорден

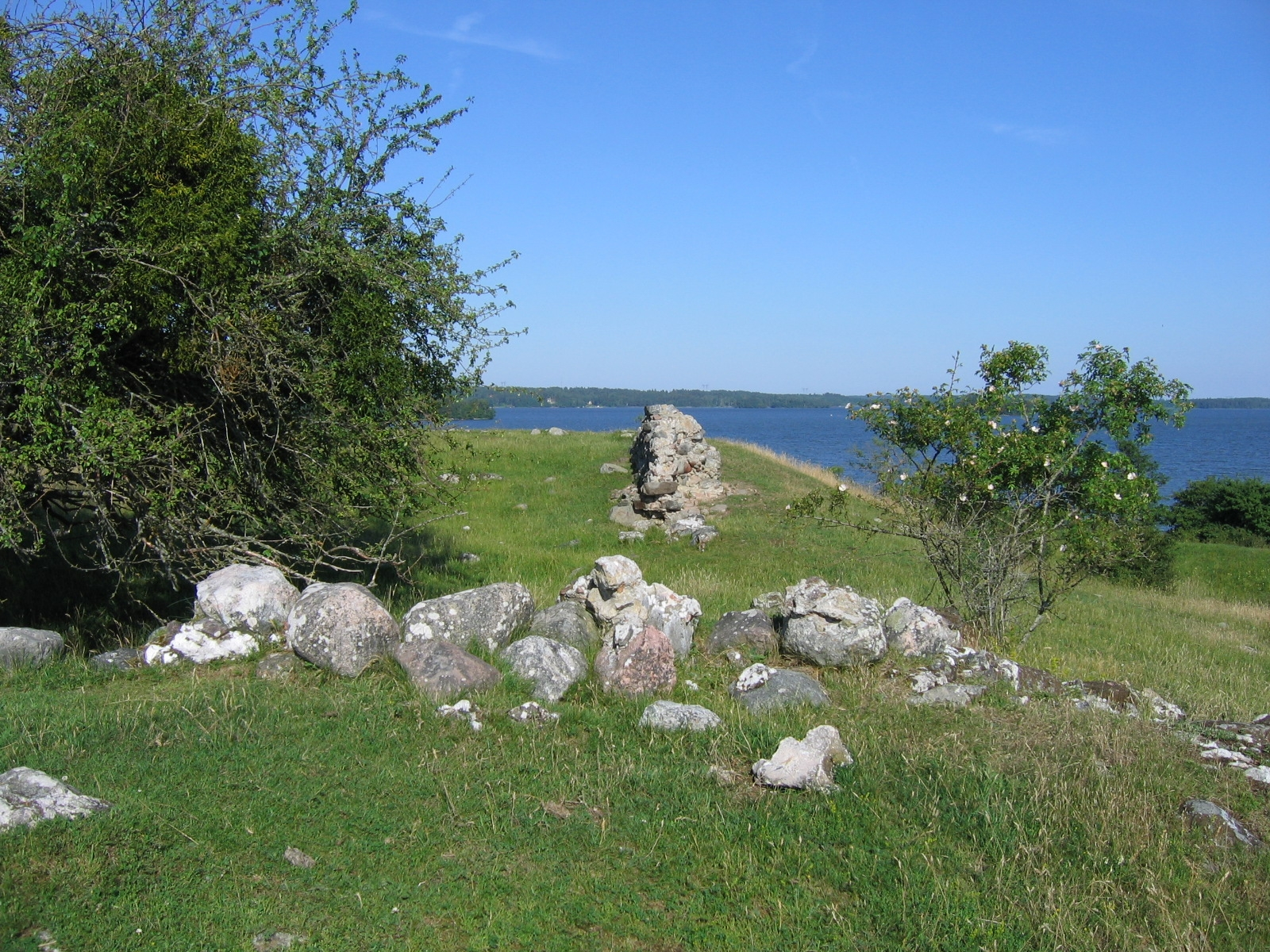
Руїни Alsnö hus В Ховгордені

59°22′ пн. ш. 17°31′ сх. д. / 59.36° пн. ш. 17.52° сх. д.
Ховгорден (швед. Hovgården Hovgården) — можливе місцезнаходження палацу ранньосередньовічних шведських правителів на острові Адельсьо (озеро Меларен в Швеції).

## Ховгорден
Центральне місце в управлінні свеями з середини 700-х років займав Ховґорден, або Королівський сад Адельсе. Є письмові свідчення про Царський сад від єпископа Рімберта у 8-му столітті та Адама Бремена з 11-го століття. Найдавніші будинки були частково традиційними оборонними будівлями і частково будинками з каменю, в тому числі і терасовими будинками для відпочинку. Під Королівським садом знаходилася гавань з об'ємною набережною завдовжки приблизно 35 метрів, яка була захищена від ворогів 200-метровим бар'єрним пристроєм з дерев'яними штабелями у воді.
Розташування Ховгордена, ймовірно, сприяло контролю розташування Бірки на іншій стороні затоки. Наприкінці 12-го століття поруч із фермою була побудована церква Адельса, а в 1270-х роках царський двір був повністю змінений, у зв'язку з будівництвом будинку Альсньо. Вікінгський царський сад, як вважають, був розташований на схід від церкви і на захід від Хаканстена.
Не виключено, що на сусідньому острові Бйорке («березовий») знаходився найбільший в Швеції торг, відомий у латинських авторів як Бірка, і що конунг наглядав за торгом зі свого Ховгорденського замку.

## Будинок Альсньо
Будинок Альсньо, який був цегляним палацом, був зведений королем Магнусом III в 1270-х роках. Він був не дуже великий, 15 х 30 метрів, але розкішним. Комплекс включав прямокутну головну будівлю з виступаючими воротами, три дерев'яних споруди на кам'яній підлозі, два причали, сухий ров і дерев'яний частокіл. На першому поверсі палацу були дві кімнати і підвал. На першому поверсі, можливо, був великий зал з ексклюзивними деталями будівлі. Залишки палацу розташовані в 230 метрах на північний схід від церкви Адельсе.

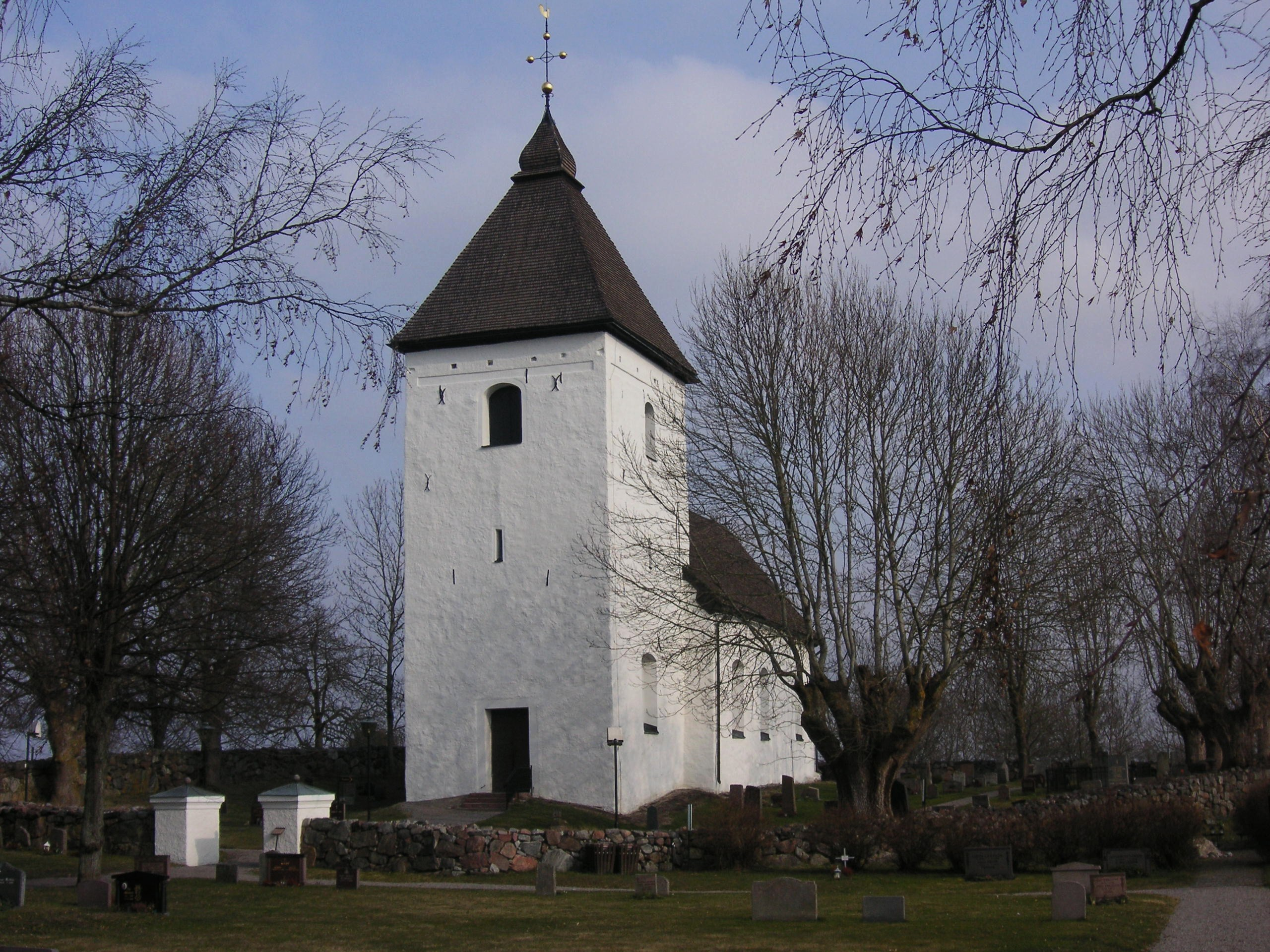
церква XII століття

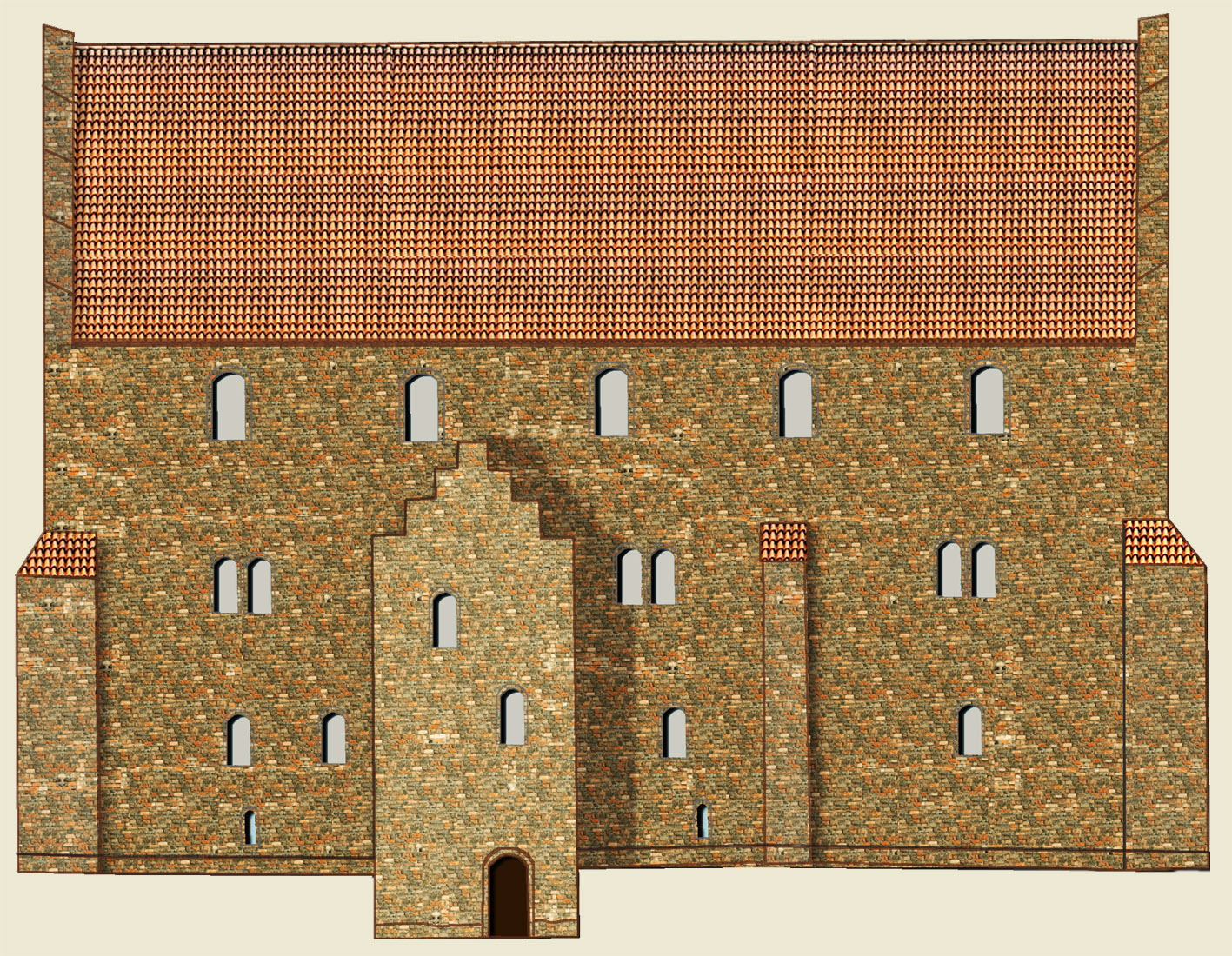
Utseende omkring 1280.

Всі збережені документи, які були підписані в Будинку Альсньо, датуються в літні місяці, ймовірно, тому що замок був літньою резиденцією королів. Історично важливі зустрічі, які заклали основу для дворянства в Швеції, проводились в будинку Альсньо 1279 або 1280.

## Могильні кургани
На північ від церкви Адельс і на захід від будинку Альсньо розташовано сім курганів. Найбільший — 45 метрів в діаметрі і майже шість метрів заввишки. Два менші — 3,5 метра заввишки і 20–25 метрів в діаметрі. Кургани не були достатньо досліджені, і тому незрозуміло, хто в них лежить. У хроніці Римберта про життя Ансгара згадуються три королі, Бйорн, Олоф і Ерік IV Емундсен, який підтримав перших християнських місіонерів протягом першої половини 8-го століття. Швидше за все, ці королі проживали в Ховґордені, а за народними традиціями — ті, хто похоронені в Кунгшогарні.
На початку XX століття шведськими археологами були розкриті 124 поховання і два так званих «королівських» кургани, які можуть вказувати на знаходження в Ховгардені королівської садиби з середини IX до середини XI ст.. Тобто навіть в той період, коли торг на Бйорке втратив всяке значення.
Серед знахідок в курганах були невеликі золоті хрести з заплетеного золотого дроту, золоті пластини, фрагменти срібних прикрас, ісламські срібні монети, бронзовий кулон, кілька бронзових орнаментів, скляні намистини тощо.

## Ховгорденський рунічний камінь

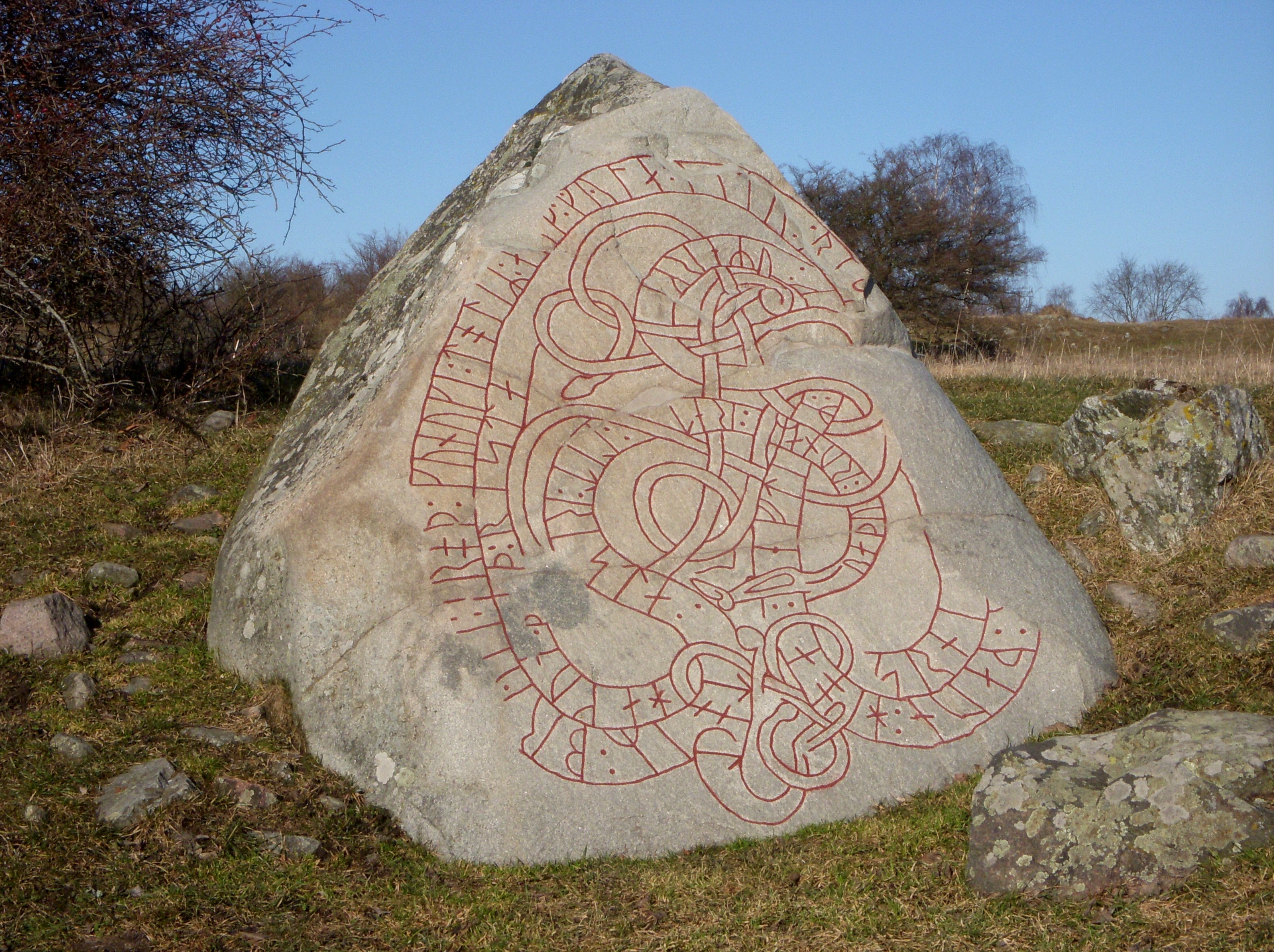
Рунічний камінь

Також тут знаходиться Ховгорденський рунічний камінь під номером U 11 або рунічний камінь Хокона Рудого. Що датується приблизно XI століттям.